# Carl Edvard Johansson
Carl Edvard Johansson, även känd som Mått-Johansson, född 15 mars 1864 i Oppboga Bruk, Västmanland, Örebro län, död 30 september 1943 i Eskilstuna, var en svensk ingenjör, tekniker och uppfinnare inom verkstadsteknisk utrustning. Han uppfann kombinationsmåttsatsen som kom att få en avgörande betydelse för utvecklingen av all modern industriproduktion.

## Biografi
Carl Edvard Johansson var son till sågaren Johan Johansson och hans hustru Carolina Rusk. Efter avslutad skolgång begav han sig som 18-åring till USA, där han under tre års tid dels skaffade sig praktisk utbildning inom verkstadsindustrin genom arbete vid verkstäder, dels studerade vid Gustavus Adolphus College i St. Peter i Minnesota. År 1885 återkom Johansson till hemlandet, fick arbete på en mekanisk verkstad i Eskilstuna och genomgick teknisk utbildning där. 
Johansson anställdes 1888 vid Carl Gustafs stads gevärsfaktori och avlade där 1890 examen som besiktningsrustmästare. Han blev anförtrodd ledningen av faktoriets tillverkning av specialmaskiner, verktyg och kontrollmått. Han ägnade där alltmer sin uppfinnarförmåga åt dithörande problem.
År 1896 gifte han sig med Margareta Andersson och fick fyra barn: Elsa, Signe, Edvard och Gertrud. 1896 uppfann han kombinationsmåttsatsen med passbitar (svenskt patent år 1901) som kom att revolutionera industriproduktionen genom att skapa en gemensam mätstandard för ett helt produktionsförlopp.

## Kombinationsmåttsatsen
På gevärsfaktoriet använde man en rad olika tolkar så att delarna i vapnet i en viss modellserie skulle bli så lika som möjligt. Men det fanns inget riktigt bra och generellt mätsystem som på ett rationellt sätt kunde användas för kontrollmätning och kalibrering av olika typer av mätdon och som också kunde användas av underleverantörer för att mäta upp detaljer.
Johansson arbetade mycket med detta problem och räknade ut att en måttsats bestående av endast 102 så kallade passbitar, som var uppdelade i serier med olika precisionsgrad, kunde ge minst cirka 20 000 olika måttvärden med en måttdifferens av endast 0,01 mm. På företaget han var anställd vid fanns inte någon tillräckligt bra slipmaskin för att framställa de tänkta passbitarna, så han byggde om sin frus symaskin (en Singer-maskin) till en avancerad slipmaskin och slipade till dessa passbitar hemma på kvällarna vid sidan av sitt ordinarie arbete på gevärsfabriken.
I slutet av 1896 hade han till slut lyckats slipa till 102 passbitar med en noggrannhet på några bråkdelar av en tusendels mm och få systemet med passbitar att fungera som han hade tänkt sig.

## Måttsatsens betydelse för industrialismens utveckling
Den 2 maj 1901 fick Johansson efter många diskussioner med det svenska patentverket, som först vägrat godkänna det som en uppfinning med hänvisning till att måttsatser redan var kända, sitt första patent beviljat på sin kombinationsmåttsats, som han kallade ”Måttsats för precisionsmåttagning”. Patentet med nr 17017 beskriver en sats passbitar uppdelade i 3 serier: 49+49+4, totalt 102 passbitar, och dessutom en serie med 9 passbitar med måtten 1,001…1,009 mm.
Johansson låg också bakom den nuvarande uppdelningen av mått i så kallade toleransklasser och standardiserade spel och grepp inom det mättekniska området som kom att innebära en revolution inom verkstadsindustrin och som används än idag för att klassa detaljer som ska passa ihop med lagom spel och grepp utan att man behöver tillverka alla delar med exakta mått.
År 1906 var uppfinningen fullbordad, och 1907 började de första precisionsmåttsatserna av "system C. E. Johansson" säljas på världsmarknaden, där uppfinningen hastigt gjorde sig gällande inom alla de grenar av mekanisk industri och instrumentalteknik, som hade behov av möjligast fulländade mätinstrument. Särskilt vid toleransmätningar för masstillverkning av standardiserade maskindelar och dylikt har "system Johansson" fått en mycket stor betydelse.

## Första världskriget
Johanssons måttsats anses av vissa också ha påverkat första världskrigets utgång. USA:s inträde i kriget 1917 fick en avgörande betydelse och skulle inte ha kunnat genomföras utan en snabb expansion inom rustningsindustrin och de amerikanska myndigheterna hade redan 1915 beslutat att alla krigsmaterialleverantörer måste använda ”Jo Blocks”. Det fanns inte heller vid denna tid något annat företag i världen än C.E. Johansson som kunde tillverka liknande måttsatser.

## Samarbete med Henry Ford
"There are only two people I take off my hat to. One is the president of the United States and the other is Mr. Johansson from Sweden".
Uttalandet gjordes av  Henry M. Leland, chef och grundare av Cadillac Automobile Company i Detroit på tidigt 1920-tal, ett uttalande som mycket väl beskriver Johanssons banbrytande insatser inom verkstadsindustrin. Henry M. Leland var den i Amerika som först importerade en kombinationsmåttsats från Eskilstuna. Och Lelands konkurrent Henry Ford blev inte sen att göra samma sak. En kombinationsmåttsats från CEJ AB på den tiden kostade lika mycket som en medelstor bil, och Leland förvarade sin nyinköpta kombinationsmåttsats i kassaskåpet på firman, när den inte användes för att kalibrera mätverktygen i verkstaden.
Johansson tillbringande sedan stora delar av sitt liv i Amerika för att själv marknadsföra sina kombinationsmåttsatser och olika mätdon. 1918 etablerade han företaget CE Johansson Incorporated i orten Poughkeepsie vid Hudsonfloden strax norr om New York för att bättre kunna försörja den amerikanska marknaden med mätutrustningar. I Amerika och runt om i världen benämndes hans måttsatser "Jo Blocks" som är en förkortning av "Johansson Gauge Blocks", ett begrepp som används än idag.
Företaget i Amerika fick dock ekonomiska problem ganska kort efter etableringen främst på grund av nedgången i industrin efter första världskrigets slut, men också beroende på problem med flera oseriösa återförsäljare som lurade Johansson på inkomsterna från försäljningen och konkurrenter som tagit upp idén med måttsatser. För att rädda företaget från konkurs gör han en förfrågan hos Henry Ford om denne kunde tänka sig ett samarbete.
Ford kände väl till Johansson och efter ett halvårs diskussioner om villkoren erbjöd sig Henry Ford att köpa Johanssons amerikanska bolag inkl. alla rättigheter till tillverkningen av passbitar och övrig mätutrustning. I överenskommelsen ingick som ett speciellt krav från Johanssons sida att hans måttsatser inte skulle begränsas till användning inom Ford Motor Co. utan skulle komma hela den amerikanska industrin till del.
Den 18 november 1923 började han arbeta på Ford Motor Company i Dearborn, Michigan där han byggde upp sin verksamhet som en separat avdelning på Fords fabriksområde i Dearborn. Han fick till en början problem med att få lokalen iordningställd som han önskade med krav på ett speciellt klimatrum med konstant fuktighet och temperatur (+20 C) i den känsligaste delen av tillverkningsprocessen. De närmaste avdelningscheferna hade ingen större förståelse för hans något ovanliga krav och tiden gick utan att något hände.
Kritiken från Johansson nådde så småningom via omvägar upp till Henry Ford själv som satt långt ifrån den dagliga verksamheten på verkstadsnivå. När Ford fick höra detta gav han en direkt order till närmast berörda chefer att "give Mr. Johansson what he needs!". Det dröjde inte länge förrän hans speciella klimatrum var iordningställt och han kunde dra igång tillverkningen på allvar. Några av de svenskar som var anställda vid tillverkningsenheten i Poughkeepsie följde med till Dearborn. Belysande för C. E. Johansson noggrannhet som människa var att han under hela sitt liv förde dagbok. Under alla de år han var anställd hos Ford kom han inte för sent till arbetet en enda dag utom en dag, då han fick punktering på sin bil vilket var noga noterat i dagboken.
Johansson lade grunden till möjligheten till massproduktion av verkstadsprodukter med hög måttnoggrannhet, en förutsättning för det löpande bandet inom bilindustrin. Tum-måttet (Eng. inch) som användes i England och USA skiljde sig åt på några tusendels mm, men genom C.E. Johanssons insatser kunde England och USA till slut enas om att konverteringsfaktorn mellan tum och mm, skulle uppgå till exakt 25,400 mm = 1 tum. Detta fastställdes som internationell standard 1933 av ASA (American Standards Association).

## De sista åren

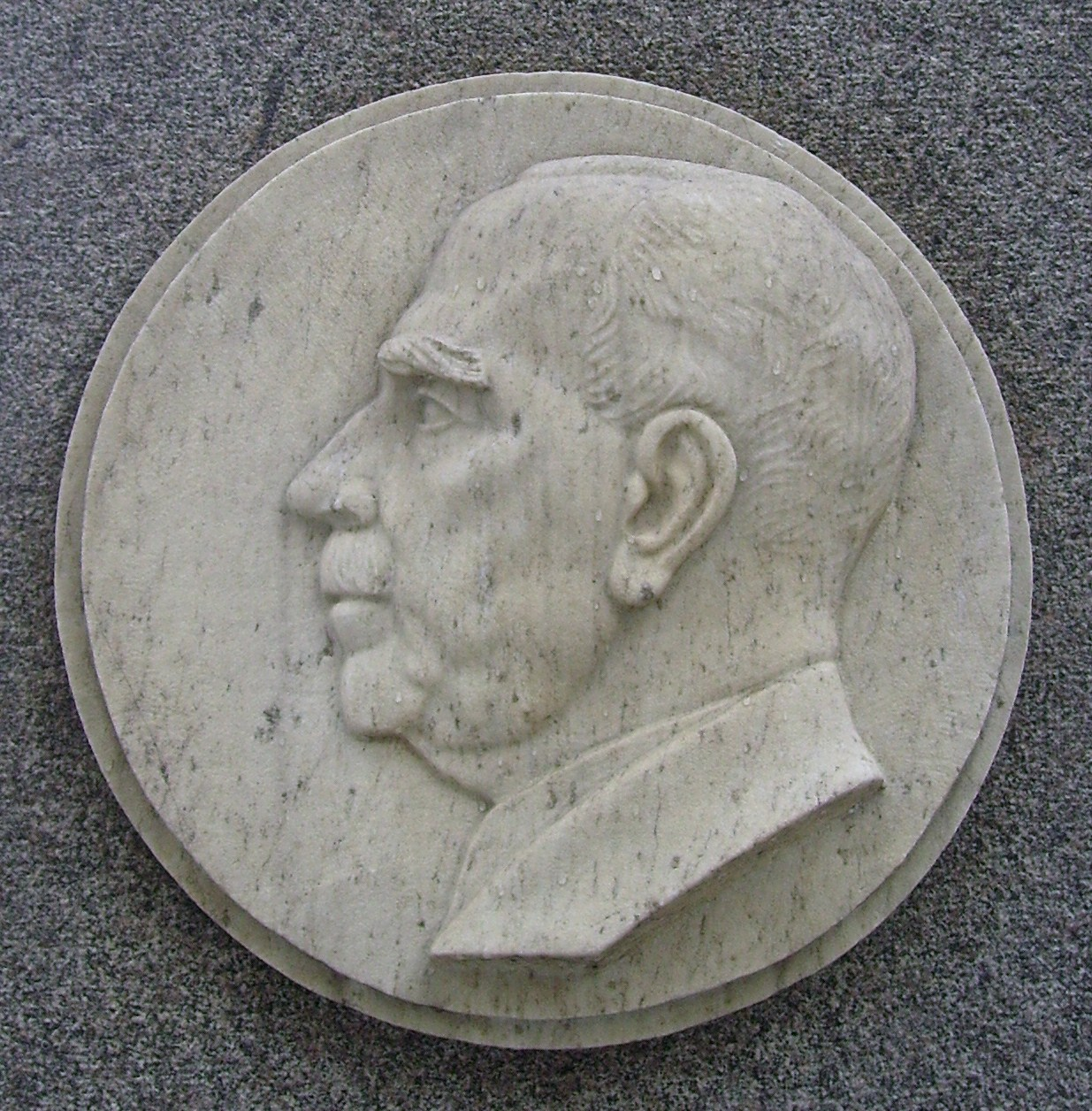
C.E. Johansson på en pelare på Fristadstorget framför stadshuset i Eskilstuna.

Efter tolv år hos Ford ansåg Johansson vid 72 års ålder att det var dags att dra sig tillbaka och 1936 lämnade han därför USA för gott och återvände till Eskilstuna. Han hade då under sitt liv gjort sammanlagt 22 resor över Atlanten. Efter hemkomsten levde han ett stillsamt pensionärsliv tillsammans med sin fru fram till sin bortgång 1943.

## Utmärkelser
Bland de utmärkelser som tilldelades Johansson märks Vermeilmedaljen, Paris (1903), hedersdiplom i Liège (1905) och Vetenskapsakademiens Arnbergska pris (1908). Han blev 1919 också utnämnd till ledamot av IVA – Kungl. Ingenjörsvetenskapsakademien. Han tilldelades dessutom IVA:s Stora Guldmedalj postumt 1943, kort efter sin bortgång, "för insatser till teknisk utveckling, som han åstadkommit med sin måttsats och dess fulländning och utveckling". Medaljen mottogs av hans fru ur kronprins Gustav Adolfs (sedermera Gustaf VI Adolf) hand.